# بوسانسكو غراهوفو
بوسانسكو غراهوفو (بالبوسنوية: Bosansko Grahovo)‏، (بالكرواتية: Bosansko Grahovo) (بالسيريلية:Босанско Грахово) هي مدينة وبلدية في البوسنة والهرسك تقع في كانتون 10 في اتحاد البوسنة والهرسك. طبقا لنتائج تعداد البوسنة عام 2013، فقد بلغ عدد سكان المدينة 876 نسمة بينما بلغ إجمالي سكان المنطقة الحضرية 3,091 نسمة.

## الجغرافيا
تقع بوسانسكو غراهوفو على الحدود البوسنية الكرواتية، بالقرب من درفار وليفنو وغلاموش.

## التركيبة السكانية

### المدينةداخل المدينة

#### التطور التاريخي للسكان في المدينةداخل المدينة
| 1961 | 1971 | 1981 | 1991 | 2013 |
| ---- | ---- | ---- | ---- | ---- |
| 696  | 1229 | 1602 | 2096 | 876  |

### بلدية

#### التطور التاريخي للسكان في البلدية
| 1961  | 1971  | 1981 | 1991 | 2013 |
| ----- | ----- | ---- | ---- | ---- |
| 11776 | 10555 | 9032 | 8311 | 3091 |

#### توزيع السكان في البلدية (1991)
في عام 1991 كان عدد سكان البلدية 8,311 نسمة وهم موزعون على النحو التالي:
في عام 1991 كان أغلب سكان بلدية بوسانسكو غراهوفو من الصرب، باستثناء قرية كوريتا وقرية يونيشتا اللتين تقطنهما غالبية كرواتية.

## شخصيات من بوسانسكو غراهوفو
- دراغان راكا، مدرب كرة سلة.
- غافريلو برينسيب، أحد منفذي اغتيال الأرشيدوق النمساوي فرانز فرديناند في عام 1914.
- ميلان غاليتش، لاعب كرة قدم.